# 阿姆洛
阿姆洛（Amloh），是印度旁遮普邦Fatehgarh Sahib县的一个城镇。总人口12686（2001年）。

## 人口
该地2001年总人口12686人，其中男性6788人，女性5898人；0—6岁人口1560人，其中男877人，女683人；识字率70.03%，其中男性为74.34%，女性为65.07%。